# Club Social Progresista Apurímac
El Progresista Apurímac fue un club de fútbol peruano de la ciudad del Callao. Fue fundado en 1932 y jugó en la Primera División del Perú durante una temporada en el campeonato de 1938.

## Historia
El Club Social Progresista Apurímac fue fundado el 11 de octubre de 1932 luego de la fusión de los clubes Social Deportivo Apurímac y Social Progresista (desde 1930 el club Social Progresista participaba en la segunda división de Lima y Callao, como club independiente). Tuvo su origen en el jirón Apurímac en el Callao.
Tras ganar la Intermedia de la Liga del Callao en 1935 clasificó a la Primera División Unificada de Lima y Callao 1936 donde no logró obtener el ascenso a la División de Honor que quedó en manos de Deportivo Municipal y Sportivo Melgar.
Tras ganar la Liga del Callao en 1937 ascendió a la División de Honor de 1938. Allí terminó en último lugar y perdió la categoría junto a Alianza Lima.
En 1943 se forma la Segunda División del Perú con cuatro clubes: Telmo Carbajo, Santiago Barranco (los dos últimos de la Primera División de 1942), Progresista Apurímac y Ciclista Lima (ascendidos desde la Liga Regional de Lima y Callao 1942). En esa primera edición Progresista Apurímac terminó en segundo lugar detrás de Telmo Carbajo que obtuvo el cupo a la Rueda de promoción a Primera División.
Se mantuvo en Segunda División hasta el campeonato de 1946 cuando terminó en último lugar igualado con Santiago Barranco y en el desempate cayó por 7-0 perdiendo la categoría. En los años siguientes participó de la Liga Regional de Lima y Callao y, tras desaparecer ésta, en la Liga Amateur del Callao. 
El club desapareció en 1977 cuando no se presentó al torneo de Tercera División del Callao de ese año.

## Datos del club
- Temporadas en Primera División: 1 (1938).
- Temporadas en Segunda División: 4 (1943 - 1946).
- Mayor Goleada Recibida: Santiago Barranco 9:0 Progresista Apurímac (8 de diciembre de 1944).[5]

## Palmarés

### Torneos nacionales
- Subcampeón de la Segunda División del Perú (1): 1943.

### Torneos regionales
- Liga del Callao (1): 1937.
- División Intermedia del Callao (1): 1935
- Subcampeón de la Liga Regional de Lima y Callao (1): 1942.
- Subcampeón de la División Intermedia del Callao (1): 1934.